# Koedange
Koedange (Luxemburgs: Kéideng, Duits: Ködingen) is een plaats in de gemeente Fischbach en het kanton Mersch in Luxemburg. Koedange telt 27 inwoners (2006).